# Вахер, Херберт Иосепович
Херберт Иосепович Вахер (28.11.1928 — 25.07.2013) — боцман теплохода «Лугуст Кульберг» Эстонского морского пароходства Министерства морского флота СССР, Герой Социалистического Труда.
Родился 28 ноября 1928 года в деревне Теннапере Пайдеского уезда Эстонии. Член КПСС с 1956 г.
В 1946—1947 годах служил в Ярвамаадском батальоне народной защиты. В 1947—1948 годах учился в Таллиннской мореходной школе. После её окончания работал матросом на судах Эстонского морского пароходства (ЭМП). В 1952—1960 годах — боцман парохода «Кери».
В 1960—1971 годах — боцман теплохода «Яренск», работавшего на доставке грузов в страны Северной Европы. С 1971 по 1989 год — боцман теплохода «Лугуст Кульберг» Эстонского морского пароходства.
Изобретатель и рационализатор. Участвовал в механизации трудоёмких операций на теплоходе «Яренск», в модернизации и реконструкции теплоходов типа «Тиса».
Награждён орденом «Знак Почёта» (03.08.1960).
Указом Президиума Верховного Совета СССР от 4 мая 1971 года за выдающиеся успехи, достигнутые в выполнении заданий пятилетнего плана развития морского транспорта, присвоено звание Героя Социалистического Труда.
Избирался депутатом Верховного Совета Эстонской ССР, Таллиннского городского Совета, делегатом XVI съезда Компартии Эстонии (1971).
С 1989 года на пенсии.
Умер 25 июля 2013 года в Таллине. Похоронен на кладбище города Локса (уезд Харьюмаа).